# مسرد مصطلحات شكلياء النبات
يستعمل علماء الأحياء وعلماء النبات عددًا من المصطلحات لوصف أعضاء وأجزاء النبات.

## أعضاء وأجزاء النبات
- بارض
- برعم
- ثمرة
- جذر
- خشب
- زهرة
- ساق
- فرع
- فوهات
- لحاء
- نسيج وعائي
- ورقة
- شرعان

## أنماط الثمرة
- بُرّة
- بندقة
- ثمرة بسيطة جافة منفتقة
- ثمرة تفاحية
- ثمرة قرعية
- ثمرة ليمونية
- جرابية
- جناحية
- حسلة
- خردلة
- علبة
- عوزة
- عوزة كاذبة
- فقيرة
- قرظة
- قرن
- ثمرة مركبة
- ثمرة متكدسة

## أجزاء الزهرة
- كأس الزهرة
- تويج
- العُطيل
- متاع: وهو عبارة عن واحدة أو أكثر من الأخبية
- الخباء: ويتكون من الميسم والقلم والمبيض

## طول دورة حياة النبات
- نبات حولي
- نبات ثنائي الحول
- نبات معمر

## حالة الأوراق خلال فصل السكون
- دائمة الخضرة
- نفضية